# Alcyopis chalcea
Alcyopis chalcea är en skalbaggsart som beskrevs av Bates 1874. Alcyopis chalcea ingår i släktet Alcyopis och familjen långhorningar.
Artens utbredningsområde är:
- El Salvador.
- Honduras.
- Nicaragua.

Inga underarter finns listade i Catalogue of Life.